# Erik Wessel-Fougstedt
Erik Olof Wessel-Fougstedt, född 18 juni 1915 i Paris, död 8 januari 1990 i Kungsholms församling i  Stockholm, var en fransk-svensk tecknare och målare.

## Biografi
Erik Wessel-Fougstedt var son till Arvid Fougstedt och Gerda Wessel. Efter studentexamen 1936 studerade Wessel-Fougstedt arkeologi och konsthistoria vid Stockholms högskola. Han inledde konststudier vid Tekniska skolan i Stockholm 1938 för Aron Sandberg med modellering som huvudämne. Han ägnade sig åt träning i träsnideri, gipsgjutning och ciselering. Han studerade modellmålning vid Edvin Ollers målarskola 1939 och teckning för Aksel Jørgensen vid konstakademien i Köpenhamn vårterminen 1940, men på grund av andra världskrigets utbrott tvingades han att avbryta studierna fram till krigsslutet 1945. Han företog en studieresa till Schweiz, Frankrike och Belgien 1947.
Wessel-Fougstedt medverkade i utställningen Konstnärernas Stockholm i början av 1930-talet med ett par akvareller från slussbygget. Från 1930 och en bit in på 1940-talet medverkade han i Nationalmuseums utställning Unga tecknare. Tillsammans med Björn Jonson och Erik Öhlin ställde han ut på Galerie Moderne i Stockholm 1946; separat debuterade han med en utställning där 1949. Hans konst består av porträtt, stadsmotiv och parkmiljöer i olja, akvarell, tusch och blyerts. Ett exempel är oljemålningen Gatubild med figurer från 1978. Wessel-Fougstedt är representerad vid bland annat Nationalmuseum, Moderna museet, Göteborgs konstmuseum, Vänersborgs museum, Norrköpings Konstmuseum  och Kalmar konstmuseum.
Wessel-Fougstedt var gift med Maj Helander (1919–2009), pianist och lärare på Musikhögskolan i Stockholm. Han var sedan barndomen fransk medborgare. Makarna är gravsatta i Högalids kolumbarium i Stockholm.